# Харлупя-Мала
Харлупя-Мала (пол. Charłupia Mała) — село в Польщі, у гміні Серадз Серадзького повіту Лодзинського воєводства. Населення — 809 осіб (2011).
У 1975—1998 роках село належало до Серадзького воєводства.

## Демографія
Демографічна структура станом на 31 березня 2011 року:
|          | Загалом | Допрацездатний вік | Працездатний вік | Постпрацездатний вік |
| -------- | ------- | ------------------ | ---------------- | -------------------- |
| Чоловіки | 388     | 74                 | 277              | 37                   |
| Жінки    | 421     | 91                 | 239              | 91                   |
| Разом    | 809     | 165                | 516              | 128                  |